# 여우모나원숭이
여우모나원숭이(Cercopithecus wolfi)는 구세계원숭이의 일종이다. 화려한 채색의 원숭이로 여우게논으로도 부른다. 주로 콩고민주공화국과 우간다 사이의 중앙아프리카에서 발견된다. 1, 2차 저지대 우림과 습지 숲에서 산다.

## 분류

콩고의 강

여우모나원숭이는 캠벨모나원숭이, 덴트모나원숭이, 로모나원숭이, 모나원숭이, 관머리모나원숭이와 함께 긴꼬리원숭이속(Cercopithecus) 내의 모나원숭이(C. mona) 군에 속해 있다. 여우모나원숭이는 이전에 관머리모나원숭이의 아종 중 하나로 간주되었다. 긴꼬리원숭이속(Cercopithecus)은 개코원숭이, 망가베이, 마카크와 함께 긴꼬리원숭이아과에 속해 있다. 이 아과에 속하는 종들은 뺨주머니, 작고 둥근 어금니 끝, 작은 위장과 같은 여러 특징들을 공유하고 있다. 모든 종이 과일을 상식한다.
여우모나원숭이는 2종의 아종이 있으며, 서식하는 습지 숲에 의해 나뉜다.
- C. wolfi wolfi - 콩고강과 상쿠루 강 사이에 서식.
- C. wolfi elegans - 로마미 강과 루알라바 강 사이에 서식.